# Нямко Сабуні
Ньямко Ана Сабуні, швед. Nyamko Ana Sabuni (нар. 31 березня 1969, Бужумбура, Бурунді) — шведська політична діячка та феміністка африканського походження. З 2006 по 2013 рік — міністерка інтеграції та гендерної рівності, депутатка парламенту від Народної партії — ліберали (з 2002 р.). Захисниця прав мусульманських жінок та дівчат Швеції.

## Біографія
Народилася в Бурунді, де її батько, лівий політик родом із Заїру (Демократичної республіки Конго), жив у вигнанні. Батько був християнином, мати — мусульманкою. Сім'я отримала політичний притулок у Швеції в 1981, і Сабуні зросла у Кунгсенгені, на північ від Стокгольма. Вона вивчала право в Університеті Уппсали, міграційну політику в Мелардаленському університеті (м. Ескільстуна), а також ЗМІ у Школі комунікації Бергса в Стокгольмі.
В політику пішла під впливом інциденту 1995 року в Кліппані — вбивства біженця з Кот-Д'івуару неонацистом.
У відкритому листі, опублікованому 17 липня 2006 у газеті Expressen, Сабуні закликала до введення обов’язкового гінекологічного огляду всіх школярок, щоб не допустити жіночого обрізання, поширеного серед культурно консервативних народів Африки. Вона запропонувала також заборонити носіння хіджабу дівчатам до 15 років і вимагала включення «убивства честі» як окремої категорії у шведський кримінальний кодекс. У липні 2006 р. вийшла її книга «Дівчатка, котрих ми зраджуємо» (Flickorna vi sviker) про жінок у Швеції, які живуть під загрозою убивства честі.
Призначення Сабуні на посаду міністерки інтеграції та рівності статей викликало протести мусульман у Швеції: її звинувачували в ісламофобії та популізмі. Петицію з протестом проти її призначення на посаду міністерки направила Мусульманська асоціація Швеції, яка претендує на те, щоб бути найбільшим органом, що представляє мусульман у Швеції.
Одружена з шведом, має двох синів-близнюків. Нерелігійна.